# Grybów
Grybów je město v jižním Polsku v Malopolském vojvodství v okrese Nowy Sącz. Je sídlem stejnojmenné vesnické gminy. Založeno bylo roku 1340 a téhož roku získalo městská práva. V obci žije přibližně 5 900 obyvatel.

## Přírodní poměry
Grybów se nachází na hranici Nízkých Beskyd a Rožnovského podhůří, na řece Białe (Bělé). Grybówské podhůří obklopující město se zvedá do nadmořské výšky nad 700 m, průměrná nadmořská výška města je 360 m n. m., maximální výškový rozdíl činí 260 m.
Grybów má rozlohu 16,96 km², z toho: zemědělská půda 63 %, lesy 20 %. Město tvoří 1,1 % rozlohy okresu.
V okolí města vyvěrají prameny minerální vody (solanky).

## Partnerská města
- Château-Thierry, Francie
- Nyírtelek, Maďarsko
- Rakošino, Zakarpatská oblast, Ukrajina
- Veľký Šariš, Slovensko